# Pleuropogon
Pleuropogon là một chi thực vật có hoa trong họ Hòa thảo (Poaceae).

## Loài
Chi Pleuropogon gồm các loài: